# 780-е годы до н. э.
780-е (семьсо́т восьмидеся́тые) го́ды до на́шей э́ры по пролептическому юлианскому календарю — промежуток времени с 1 января 789 года до н. э. по 31 декабря 780 года до н. э., включающий с 789 по 781 годы 2-го десятилетия  и 780 год 3-го десятилетия VIII века 1-го тысячелетия до н. э. Им предшествовали 790-е годы до н. э., за ними следовали 770-е годы до н. э. Они закончились 2805 лет назад.

## Важнейшие события
- 790 — Поход Адад-нирари III в страну Иту’а.
- 790 — На престол Иудеи взошёл царь Азария (Озия), ему было 16 лет[1]. Царь Амасия умер либо был отстранён от власти[2] (согласно Библии, он правил 29 лет, то есть до 767 года, и прожил 15 лет после смерти Иоаса израильского[3], а Азария воцарился в 27 год Иеровоама II[4] — тоже 767 год).
- 790 — Цзиньские войска победили северных жунов в Фэньси. Жуны уничтожили город Цзянхоу[5].

- 789 — Согласно «Ши цзи» и «Го юй», произошло сражение в Цяньму (то есть на «поле в тысячу му»). Войска Сюань-вана разбиты жунами из цянских родов, возничий Янь-фу спас вана[6]. Согласно же «Гу бэнь чжу шу цзи нянь», в этом году ван разбил шэньжунов[5]. Проведена перепись населения в Тайюане (вопреки советам Чжун Шань-фу, чья речь приведена в эпизоде 9 «Го юй»[7]).

- 788 — Поход Адад-нирари III в Мидию.
- 788—787 — Царь Адад-нирари III воздвиг храм Набу в Ниневии.

- 787 — Поход Адад-нирари III в Мидию.

- 786 — Умер царь Урарту Менуа, на престол взошёл Аргишти I.
- 786 — Война Адад-нирари III с Урарту в долине Верхнего Евфрата.

- 785 — Умер фараон XXII династии Шешонк IV. На престол взошёл Пами.
- 785 — Война Адад-нирари III с Урарту в Хубушкии.
- 785 — Умер князь Цзинь Му-хоу. Его младший брат Шан-шу сам себя поставил у власти (эра правления 784—781). Наследник Чоу бежал, ища спасения[8].

- 784 — Война Адад-нирари III с Урарту в Хубушкии.

- 783 (2 год Пами) — совершено погребение Аписа.
- 783 — Поход Адад-нирари III в страну Иту’а.
- 783 (14 год Амасии[9]) — победа Израиля над Иудеей, пленение царя Амасии.

- 782 — Поход Адад-нирари III в страну Иту’а.
- 782 (или 783) — Умер царь Ассирии Адад-нирари III, ему наследовал сын Шульману-ашареду IV (Салманасар IV).
- 782 (5 год Аргишти I) — Аргишти I основывает крепость Эребуни.
- 782 (15 год Амасии[10]) — Умер царь Израиля Иоас, на престол взошёл Иеровоам II.
- 782 — Умер царь Чжоу Сюань-ван, ему наследовал сын Гун-шэ (Ю-ван, эра правления 781—771)[11].

- 781 — Поход Салманасара IV против Урарту.
- 781 — Чоу во главе сторонников напал на князя Цзинь Шан-шу и убил его. Чоу взошёл на престол (Вэнь-хоу, эра правления 780—746)[12].
- 781 — Умер князь Чэнь У-гун, ему наследовал сын Юэ (И-гун, эра правления 780—778)[13].